# Azna
Aznā (farsi ازنا) è il capoluogo dello shahrestān di Azna, circoscrizione Centrale, nella provincia del Lorestan. Aveva, nel 2006, una popolazione di 37.645 abitanti.
La città serve da campo di raccolta per i rifugiati curdi-faili (feyli).